# For My Friends
For My Friends è il terzo album in studio del gruppo musicale rock statunitense Blind Melon, pubblicato nel 2008.

## Il disco
Si tratta della prima registrazione a distanza di dodici anni e il primo con il cantante Travis Warren, succeduto al povero Shannon Hoon.

## Tracce
1. For My Friends – 2:46
2. With the Right Set of Eyes – 3:45
3. Wishing Well – 4:15
4. Sometimes – 4:10
5. Tumblin' Down – 3:16
6. Down On the Pharmacy – 4:18
7. Make a Difference – 3:55
8. Harmful Belly – 3:56
9. Last Laugh – 4:07
10. Hypnotized – 4:10
11. Father Time – 3:51
12. So High – 3:38
13. Cheetum Street – 4:14

## Formazione
- Travis Warren - voce, chitarra
- Christopher Thorn - chitarra, piano
- Rogers Stevens - chitarra
- Brad Smith - basso, cori
- Glen Graham - batteria, percussioni